# VI – Klagopsalmer
VI - Klagopsalmer – szósty album studyjny szwedzkiej grupy black metalowej Shining. Wydawnictwo ukazało się 30 czerwca 2009 roku nakładem wytwórni muzycznej Osmose Productions.

## Lista utworów
Opracowano na podstawie materiału źródłowego.
1. "Vilseledda Barnasjälars Hemvist" (muz. Niklas Kvarforth, sł. Niklas Kvarforth) - 06:39
2. "Plågoande O'helga Plågoande" (muz. Niklas Kvarforth, sł. Niklas Kvarforth) - 06:49
3. "Fullständigt Jävla Död Inuti" (muz. Fredric "Wredhe" Gråby, sł. Niklas Kvarforth) - 08:02
4. "Ohm - Sommar Med Siv" (muz. Siegmen, sł. Siegmen) - 07:10
5. "Krossade Drömmar Och Brutna Löften" (muz. Niklas Kvarforth, sł. Niklas Kvarforth) - 05:06
6. "Total Utfrysning" (muz. Huss, sł. Niklas Kvarforth) - 16:46

## Twórcy
Opracowano na podstawie materiału źródłowego.
- Niklas Kvarforth - wokal prowadzący, gitara prowadząca, gitara rytmiczna, instrumenty klawiszowe, produkcja muzyczna
- Fredric "Wredhe" Gråby - gitara prowadząca, gitara rytmiczna
- Peter Huss - gitara prowadząca, gitara rytmiczna, produkcja muzyczna
- Andreas Larssen - gitara basowa
- Rickard Schill - perkusja
- Rickard Bengtsson - produkcja muzyczna, mastering, miksowanie
- Margareta Olsson - altówka
- Birgit Huss - skrzypce
- Linnéa Olsson - wiolonczela
- Marcus Pålsson - fortepian
- E. D. / Trident Arts - oprawa graficzna, dizajn

## Wydania
| Rok  | Nr katalogowy        | Format                | Wytwórnia          | Region  | źródło |
| ---- | -------------------- | --------------------- | ------------------ | ------- | ------ |
| 2009 | OPCD 206, № 784-1583 | CD, Album             | Osmose Productions | Francja | [ 3 ]  |
| 2009 | OPLP 206, OPCD206    | 2xLP, Album, Ltd      | Osmose Productions | Francja | [ 3 ]  |
| 2009 | OPLP 206             | 2xLP, Ltd, Album, Gol | Osmose Productions | Francja | [ 3 ]  |
| 2009 | OPLP 206, OPCD206    | 2xLP, Ltd, Album, Whi | Osmose Productions | Francja | [ 3 ]  |